# Martyrium św. Filipa

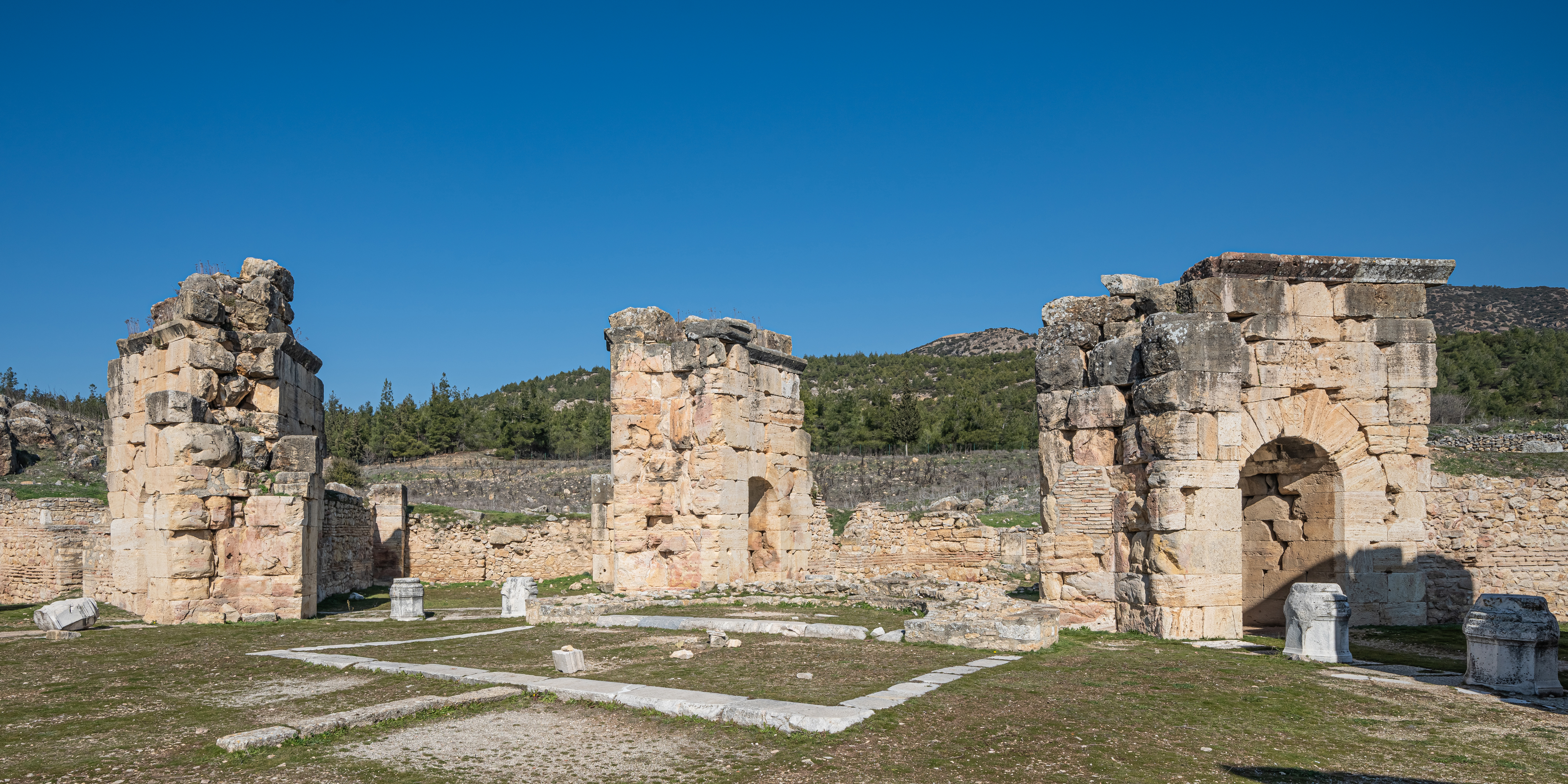
Martyrium Apostoła Filipa

Martyrium św. Filipa zostało zbudowane na przełomie IV i V wieku w Hierapolis, w miejscu gdzie w 80 roku męczeńską śmierć poniósł apostoł Filip. Miasto pod panowaniem Bizancjum stało się ważnym ośrodkiem chrześcijaństwa, siedzibą biskupów. W czasie swoich podróży odwiedził je św. Paweł.

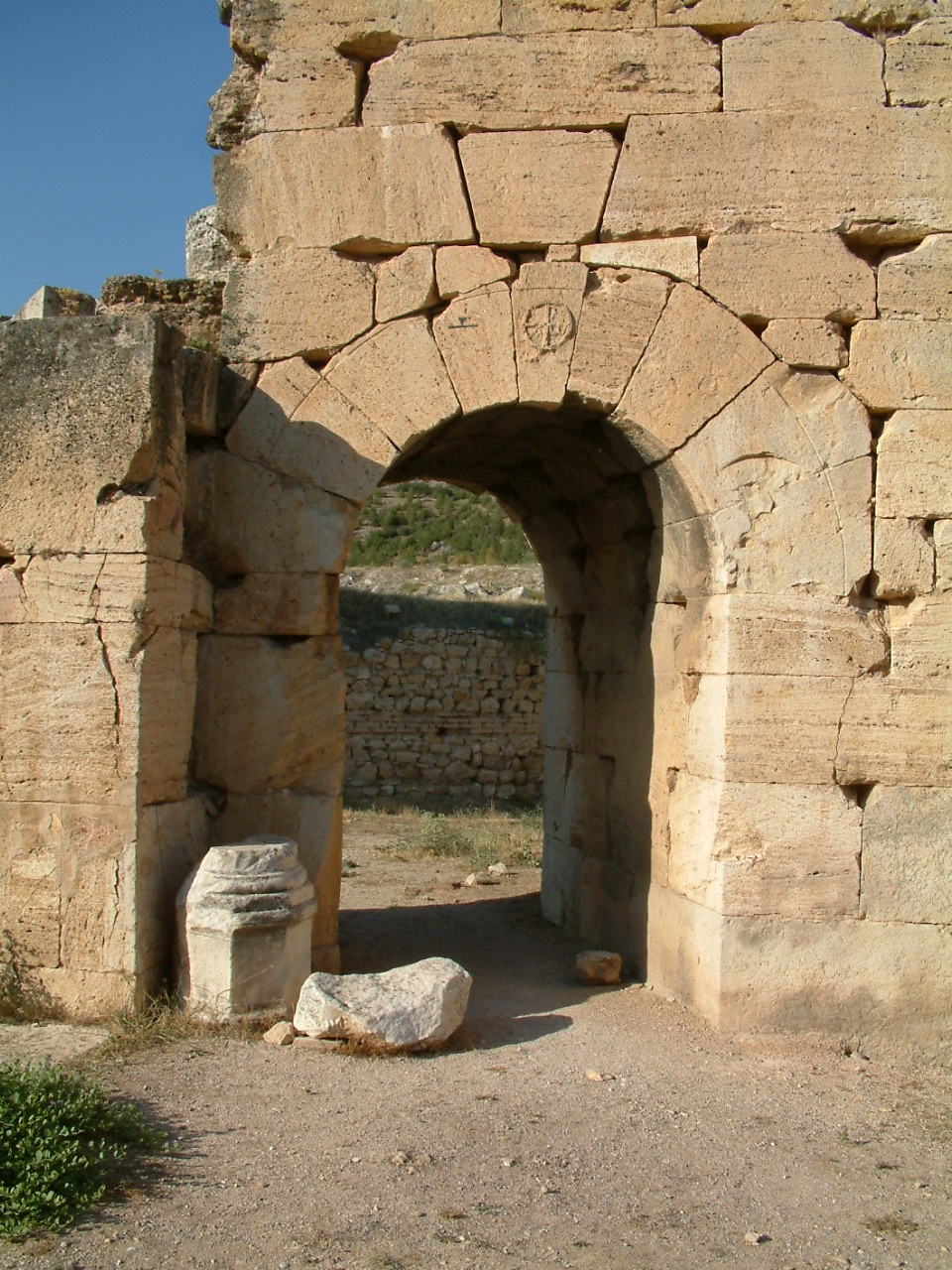
Łuk nad obejściem

Martyrium zostało zbudowane tuż za murami miasta, według tradycji chrześcijańskiej dokładnie w miejscu śmierci apostoła. Była to centralna budowla, na planie ośmiokąta o przekątnej ok. 20,0 m z wąskim obejściem wokół i dwoma portykami z zewnątrz. Do bryły kościoła przylegało osiem kapliczek. Budynek, jak wynika z badań archeologicznych, przykrywała kopuła wykonana z drewna i ołowiu. Większość ścian martyrium zachowała się w dobrym stanie, przetrwały także łuki obejścia i mury kaplic. Na łukach nadal widnieją krzyże a podczas prac wykopaliskowych odkryto naczynia liturgiczne.